# Oumazza
Oumazza est une commune rurale de la préfecture de Skhirate-Témara, dans la région de Rabat-Salé-Kénitra, au Maroc. Elle ne dispose cependant pas de centre urbain.
La commune a connu, de 1994 à 2004 (années des derniers recensements), une hausse de population, passant de 8 204 à 10 530 habitants.